# Rudolf Louis
Rudolf Louis (ur. 30 stycznia 1870 w Schwetzingen, zm. 15 listopada 1914 w Monachium) – niemiecki teoretyk muzyki i kompozytor.

## Życiorys
Studiował filozofię na uniwersytetach w Genewie oraz w Wiedniu, gdzie w 1893 roku uzyskał tytuł doktora na podstawie pracy Der Widerspruch in der Musik. Edukację muzyczną odbył u Friedricha Klosego (kompozycja) i Felixa Mottla (dyrygentura) w Karlsruhe. Dyrygował orkiestrami teatralnymi w Landshut (1895–1896) i Lubece (1896–1897). W 1897 roku osiadł w Monachium, gdzie działał jako krytyk muzyczny. Od 1900 roku współpracował z „Münchner Neueste Nachrichten”.
Jako teoretyk propagował idee estetyczne i twórczość Richarda Wagnera, Ferenca Liszta i Antona Brucknera, krytycznie odnosił się natomiast do twórczości Johannesa Brahmsa i Maxa Regera. Interesował się muzyką współczesnych sobie kompozytorów niemieckich takich jak Hans Pfitzner czy Friedrich Klose. Opublikował pierwszą obszerną monografię na temat życia i twórczości Brucknera, w której wykorzystał liczne dokumenty związane z kompozytorem, jego korespondencję i pisma. W napisanej wspólnie z Ludwigiem Thuillem pracy Harmonielehre propagował konserwatywny system harmoniki monistycznej, uwzględniający naukę basu cyfrowanego.
Był autorem poematu symfonicznego Proteus (1903), ponadto pisał utwory na fortepian oraz pieśni.

## Wybrane prace
(na podstawie materiałów źródłowych)
- Richard Wagner als Musikästhetiker (Lipsk 1897)
- Die Weltanschauung Richard Wagners (Lipsk 1898)
- Franz Liszt (Berlin 1900)
- Hector Berlioz (Lipsk 1904)
- Anton Bruckner (Monachium–Lipsk 1904)
- Harmonielehre, wspólnie z Ludwigiem Thuillem (Stuttgart 1907)
- Die deutsch Musik der Gegenwart (Monachium 1909)
- Aufgaben für den Unterricht in der Harmonielehre (Stuttgart 1911)
- Schlüssel für Harmonielehre (Stuttgart 1912)